# 袁知
袁知（？—？），浙江新城人，是一名清朝政治人物。
乾隆四十五年，接替王应中。擔任江蘇宜興縣知縣。后由李沄接任。曾于1780年接替成汝舟任南汇县知县一职，同年年由韩运鸿接任。